# جوناثان مايلز (لاعب كريكت)
جوناثان مايلز (21 فبراير 1986 في المملكة المتحدة - ) (بالإنجليزية: Jonathan Miles)‏ هو لاعب كريكت بريطاني. لعب مع نادي مارليبون للكريكت ‏ وLincolnshire County Cricket Club ‏ وNorfolk County Cricket Club ‏.

## وصلات خارجية
- جوناثان مايلز على موقع إي آس بي آن كريك إنفو (الإنجليزية)